# Mikałaj Szymanski
Mikałaj Mikałajewicz Szymanski (biał. Мікалай Мікалаевіч Шыманскі, ros. Николай Николаевич Шиманский, Nikołaj Nikołajewicz Szymanski) – białoruski kołchoźnik i polityk, deputowany do Rady Najwyższej Republiki Białorusi XIII kadencji, w latach 1996–1998 deputowany do Izby Reprezentantów Zgromadzenia Narodowego Republiki Białorusi I kadencji.

## Życiorys
W 1995 roku mieszkał we wsi Połoneczka w rejonie baranowickim. Pełnił funkcję przewodniczącego kołchozu im. Czapajewa w rejonie baranowickim, był członkiem Partii Agrarnej. W drugiej turze wyborów parlamentarnych 28 maja 1995 roku został wybrany na deputowanego do Rady Najwyższej Republiki Białorusi XIII kadencji z Baranowickiego Wiejskiego Okręgu Wyborczego Nr 12. 9 stycznia 1996 roku został zaprzysiężony na deputowanego. Od 23 stycznia pełnił w Radzie Najwyższej funkcję członka Stałej Komisji ds. Ekologii i Eksploatacji Przyrody. Poparł dokonaną przez prezydenta Alaksandra Łukaszenkę kontrowersyjną i częściowo nieuznaną międzynarodowo zmianę konstytucji. 27 listopada 1996 roku przestał uczestniczyć w pracach Rady Najwyższej i wszedł w skład utworzonej przez prezydenta Izby Reprezentantów Zgromadzenia Narodowego Republiki Białorusi I kadencji. Po pewnym czasie jednak opuścił ten organ i 16 grudnia 1998 roku na jego miejsce do Izby został włączony inny deputowany z grona deputowanych Rady Najwyższej. Zgodnie z Konstytucją Białorusi z 1994 roku jego mandat deputowanego do Rady Najwyższej zakończył się 9 stycznia 2000 roku; kolejne wybory do tego organu jednak nigdy się nie odbyły.